# Boitier de servitude moteur
Pour les articles homonymes, voir BSM.
Un boitier (ou boîtier, avant la réforme orthographique de 1990) de servitude moteur (BSM), aussi appelé « calculateur moteur » ou « unité de commande moteur », est une pièce d'automobile permettant la supervision des fonctions moteurs dans un véhicule.